# 安陽公主 (南梁)
安陽公主（?—?），中国南北朝梁朝公主，梁简文帝萧纲第十一女。母亲不详。名字不详。
安陽公主嫁给了张绾的儿子张交，张交官至太子洗马，秘书丞，掌东宫管记。张绾的哥哥张缵娶梁武帝的女儿富阳公主（安陽公主的姑姑）。张缵的儿子张希娶安陽公主的九姐海鹽公主。

## 传记资料
- 《梁书·卷三十四·列传第二十八》